# Bohdan Masztaler
Bohdan Mieczysław Masztaler (ur. 19 września 1949 w Ostródzie) – polski piłkarz, pomocnik. Uczestnik mistrzostw świata w Argentynie (1978), brat Jerzego Masztalera.

## Kariera
Karierę zaczynał w klubach olsztyńskich. W lidze oraz reprezentacji grał w barwach Gwardii Warszawa, Odry Opole oraz ŁKS Łódź. W sezonie 1980–1981 zagrał trzy mecze w II Bundeslidze w barwach Werderu Brema.

### Reprezentacja Polski
W reprezentacji debiutował 25 października 1970 r. w meczu z Czechosłowacją. W 1971 r. wystąpił w dwóch kolejnych meczach, jednak stałe miejsce w drużynie narodowej wywalczył sobie dopiero za kadencji Jacka Gmocha. Uchodził za jednego z ulubieńców tego selekcjonera. Do 1978 rozegrał w reprezentacji 22 spotkania i strzelił 2 gole. Podczas MŚ'78 wystąpił w czterech meczach Polaków.
| l.p. | Data                 | Miejsce      | Przeciwnik     | Rezultat | Rozgrywki       | Grał   | Uwagi        |
| ---- | -------------------- | ------------ | -------------- | -------- | --------------- | ------ | ------------ |
| 1.   | 25 października 1970 | Praga        | Czechosłowacja | 2-2      | towarzyski      | od 65' |              |
| 2.   | 13 maja 1973         | Warszawa     | Jugosławia     | 2-2      | towarzyski      | od 46' | Gol          |
| 3.   | 16 maja 1973         | Wrocław      | Irlandia       | 2-0      | towarzyski      | do 29' |              |
| 4.   | 16 października 1976 | Porto        | Portugalia     | 2-0      | elim. MŚ 1978   | 90'    |              |
| 5.   | 31 października 1976 | Warszawa     | Cypr           | 5-0      | elim. MŚ 1978   | do 45' |              |
| 6.   | 13 kwietnia 1977     | Budapeszt    | Węgry          | 1-2      | towarzyski      | 90'    |              |
| 7.   | 24 kwietnia 1977     | Dublin       | Irlandia       | 0-0      | towarzyski      | 90'    |              |
| 8.   | 1 maja 1977          | Kopenhaga    | Dania          | 2-1      | elim. MŚ 1978   | 90'    |              |
| 9.   | 15 maja 1977         | Limassol     | Cypr           | 3-1      | elim. MŚ 1978   | 90'    |              |
| 10.  | 29 maja 1977         | Buenos Aires | Argentyna      | 1-3      | towarzyski      | 90'    |              |
| 11.  | 10 czerwca 1977      | Lima         | Peru           | 3-1      | towarzyski      | do 56' |              |
| 12.  | 12 czerwca 1977      | La Paz       | Boliwia        | 2-1      | towarzyski      | od 38' |              |
| 13.  | 19 czerwca 1977      | São Paulo    | Brazylia       | 1-3      | towarzyski      | do 45' |              |
| 14.  | 7 września 1977      | Wołgograd    | ZSRR           | 1-4      | towarzyski      | 90'    |              |
| 15.  | 21 września 1977     | Chorzów      | Dania          | 4-1      | elim. MŚ 1978   | do 86' | Gol          |
| 16.  | 29 października 1977 | Chorzów      | Portugalia     | 1-1      | elim. MŚ 1978   | do 37' |              |
| 17.  | 1 czerwca 1978       | Buenos Aires | Niemcy         | 0-0      | MŚ 1978         | do 83' |              |
| 18.  | 10 czerwca 1978      | Rosario      | Meksyk         | 3-1      | MŚ 1978         | 90'    |              |
| 19.  | 14 czerwca 1978      | Rosario      | Argentyna      | 0-2      | MŚ 1978         | do 64' |              |
| 20.  | 18 czerwca 1978      | Mendoza      | Peru           | 1-0      | MŚ 1978         | do 45' |              |
| 21.  | 30 sierpnia 1978     | Helsinki     | Finlandia      | 1-0      | towarzyski      | do 83' |              |
| 22.  | 6 września 1978      | Reykjavík    | Islandia       | 2-0      | elim. Euro 1980 | 90'    | Żółta kartka |